# Vincenzo Balocchi (fotografo)
Vincenzo Balocchi (Firenze, 1892 – Firenze, 1975) è stato un fotografo italiano.

## Biografia
Le informazioni inerenti la sua vita sono piuttosto sommarie. Laureatosi in ingegneria a Torino nel 1921, rientrò a Firenze dove decise di dedicarsi alla fotografia, lavorando presso lo stabilimento fotografico della Fratelli Alinari, divenendone dopo alcuni anni dirigente.
Verso la fine degli anni Venti lasciò gli Alinari per fondare l'Istituto Fotocromo Italiano, specializzato nella riproduzione fotografica di opere d'arte, che nel 1933 pubblicò il volume Catalogo di fotocromie delle opere de' Grandi Maestri, 95 pagine, che riportava in copertina la dicitura "Ing. V. Balocchi & C.".
Nello stesso periodo cominciò a scattare le sue prime fotografie utilizzando un apparecchio “Leica” per poi passare al formato 120 mm. Negli anni che vanno dal 1936 al 1960 Balocchi fu uno dei protagonisti delle vicende della fotografia artistica italiana ed uno dei fondatori, nel 1946, del “Gruppo fotografico fiorentino”, del quale ricoprì per alcuni anni la carica di vicepresidente, associazione che presto aderirà alla neonata FIAF - Federazione italiana associazioni fotografiche, di cui il primo presidente sarà Italo Bertoglio.
Nel 1942, quattro sue opere furono pubblicate nel libro Otto fotografi italiani d’oggi, promosso da Giuseppe Cavalli, scattate anch’esse con la sua Leica; nella presentazione del volume, Balocchi venne descritto come detentore "da alcuni lustri di un posto di primo piano fra i fotografi italiani", nonché "tecnico consumato", capace di distinguersi dal punto di vista artistico ma rimanendo legato alla tradizione fotografica italiana. Infatti, nelle sue immagini non vediamo insolite inquadrature o tagli particolari che catturino d'impatto l'osservatore, ma l'elemento ricorrente è quelle di un rigore nel comporre l'immagine secondo il suo punto di vista iniziale. Il volume, in realtà, rappresenta il punto di contatto e di confronto fondamentale sulle questioni legate ad un nuovo modo di concepire la fotografia non più legata al pittorialismo e neppure alla mera documentazione. Quegli stessi fotografi che qualche anno dopo, nel 1947, daranno vita all'esperienza del gruppo fotografico milanese de La Bussola, su iniziativa dello stesso Cavalli, Federico Vender, Mario Finazzi, Ferruccio Leiss e Luigi Veronesi, con lo scopo di promuovere la fotografia sul piano artistico e non solo documentario o giornalistico, arrivando a firmare un vero e proprio "Manifesto", cui anche Balocchi aderirà l'anno seguente. Peraltro, ciò innescò delle polemiche col "Gruppo Friuliano per una nuova fotografia", composto dai fotografi Toni del Tin, Aldo Beltrame, Fulvio Roiter, Carlo Bevilacqua, Giuliano Borghesan ma soprattutto da Italo Zannier che proponeva una fotografia ancora forse eccessivamente legata al neorealismo. 
Nel 1954 Cavalli, uomo di vasta cultura, senigalliese d'adozione, decise di dar vita all'Associazione Fotografica Misa (dal nome del fiume che bagna Senigallia) che nacque ufficialmente il 1º gennaio 1954. Tra i molti componenti figurarono, oltre allo stesso Cavalli in veste di presidente, Adriano Malfagia, Mario Giacomelli (cassiere), Vincenzo Balocchi, Piergiorgio Branzi, Paolo Bocci, Silvio Pellegrini, Riccardo Gambelli, Ferruccio Ferroni, Giovanni Salani, Luciano Ferri, Alfredo Camisa, Giuseppe Moder e molti altri. Per tanti di loro l'esperienza del Misa fu importante, quale confronto tra idee e percorsi che si potevano attraversare e scambiare. A questo proposito, l'intervista di Enzo Carli a Giacomelli riassume il senso di adesione a quell'associazione: "[...] ognuno di noi aveva uno stile suo [...]. Esprimevamo lo stato d’animo ognuno parlando il proprio linguaggio, con umiltà di fronte al soggetto, liberi da ideologie politiche, pensando all’amicizia, al dialogo, al rispetto di ognuno di noi di fronte alla realtà".  Questa nuova associazione, al contrario de La Bussola, non ebbe la velleità di un Manifesto, però possedette la volontà di proseguire nella strada artistica intrapresa con la precedente associazione.
Intorno al 1957, Balocchi aveva già alle spalle qualche centinaio di mostre italiane ed estere e collaborazioni con molte riviste, tra cui Luci ed Ombre, Il Corriere Fotografico, Ferrania.
Dopo la sua morte, a Vincenzo Balocchi sono state dedicate varie mostre personali e le sue fotografie sono state inserite in diverse rassegne collettive, tra le quali:
- 1979, Siena - Aspetti della Fotografia del 900. Vincenzo Balocchi, personale[8]
- 1982, Siena - Ritratti e astrazioni, retrospettiva presso la Galleria "Il Prisma Multimedia"[9]
- 2010, Pordenone - Il Paesaggio Italiano 1950 – 2000, collettiva[10]
- 2011, Roma - La Fotografia e il Neorealismo in Italia 1945–1965, collettiva[11]
- 2021, Firenze - Italiae. Dagli Alinari ai maestri della fotografia contemporanea, collettiva[12]
- 2023, Roma - L’Italia è un desiderio. Fotografie, paesaggi e visioni 1842-2022, collettiva[13]

## Pubblicazioni
- Otto fotografi d'oggi, Officine dell'Istituto Italiano di Arti Grafiche, Bergamo, 1942
- Idee e forma nella fotografia di Vincenzo Balocchi, Fotostudio, Firenze, 1984